# Vineburg
Vineburg est une communauté non incorporée située dans le comté de Sonoma, dans l'État de Californie, aux États-Unis. Elle se trouve à 16 m d'altitude, à 3,2 km au sud-est de la ville de Sonoma.
Vineburg possède un bureau de poste depuis 1897.